# Elliptio monichaeli
Elliptio monichaeli är en musselart. Elliptio monichaeli ingår i släktet Elliptio och familjen målarmusslor. Inga underarter finns listade i Catalogue of Life.